# Elisabeth von Ostfriesland
Elisabeth von Ostfriesland (* 1531 † nach 1558) war als Frau des Grafen Johann V. die Gräfin von Holstein-Schauenburg.

## Leben
Elisabeth war die älteste Tochter des Grafen von Ostfriesland, Enno II. Cirksena von Ostfriesland, und der Anna von Oldenburg. Sie hatte fünf Geschwister. 1555 heiratete sie den Grafen Johann V. von Holstein-Schauenburg. Der Ehevertrag wurde am 27. März 1555 in Rastede ausgestellt, die Hochzeit fand am 24. Mai 1555 statt. Als Brautschatz zahlten Elisabeths Eltern die vergleichsweise hohe Summe von 16.000 Talern. Nach dem Tod ihres Ehemannes kehrte sie 1558 wieder nach Ostfriesland zurück.